# Taddeo Barberini
Taddeo Barberini, I principe di Palestrina (indicato anche come III principe di Palestrina in riferimento alla successione Colonna di Sciarra) (Roma, 16 novembre 1603 – Parigi, 24 novembre 1647), è stato un militare e nobile italiano.
Comandante dell'esercito pontificio, era nipote di papa Urbano VIII e fratello dei cardinali Francesco Barberini e Antonio Barberini. Grazie al ben noto nepotismo di suo zio, fu tra coloro che influenzarono pesantemente la politica, la religione, l'arte, la musica e l'architettura della società romana del XVII secolo.

## Biografia

### Infanzia

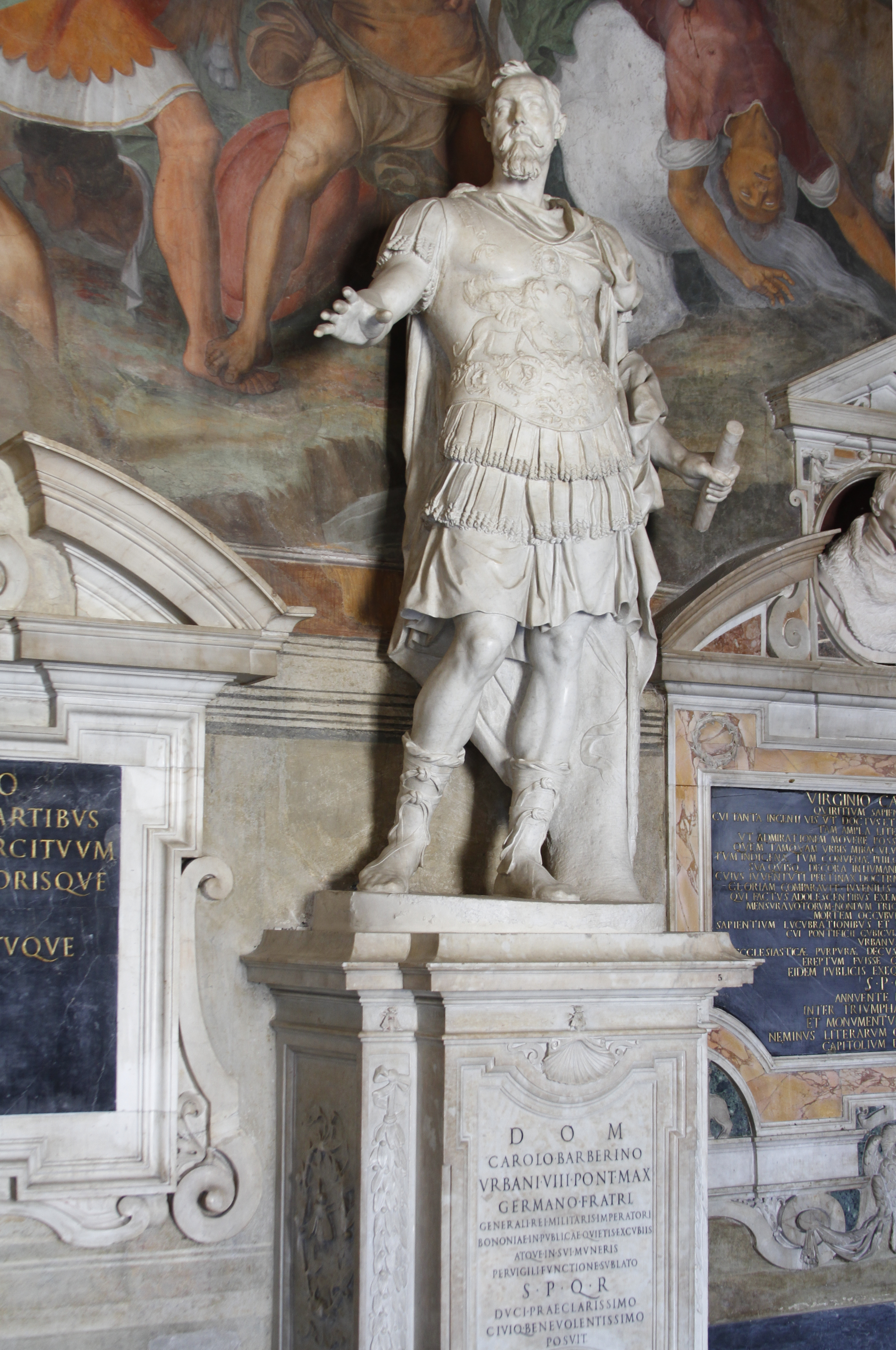
Statua di Carlo Barberini, conservata ai Musei Capitolini, Roma

Taddeo nacque nel 1603, figlio di Carlo Barberini e di sua moglie, Costanza Magalotti. Egli era nipote dei fratelli cardinali Maffeo Barberini (poi papa Urbano VIII) e Antonio Barberini e del cardinale Lorenzo Magalotti, per parte di sua madre. Egli era inoltre fratello di Francesco Barberini e di Antonio Barberini, nominati entrambi cardinali quando il loro zio divenne Papa. Come i suoi fratelli, Taddeo venne educato al Collegio Romano.

### Urbano VIII papa

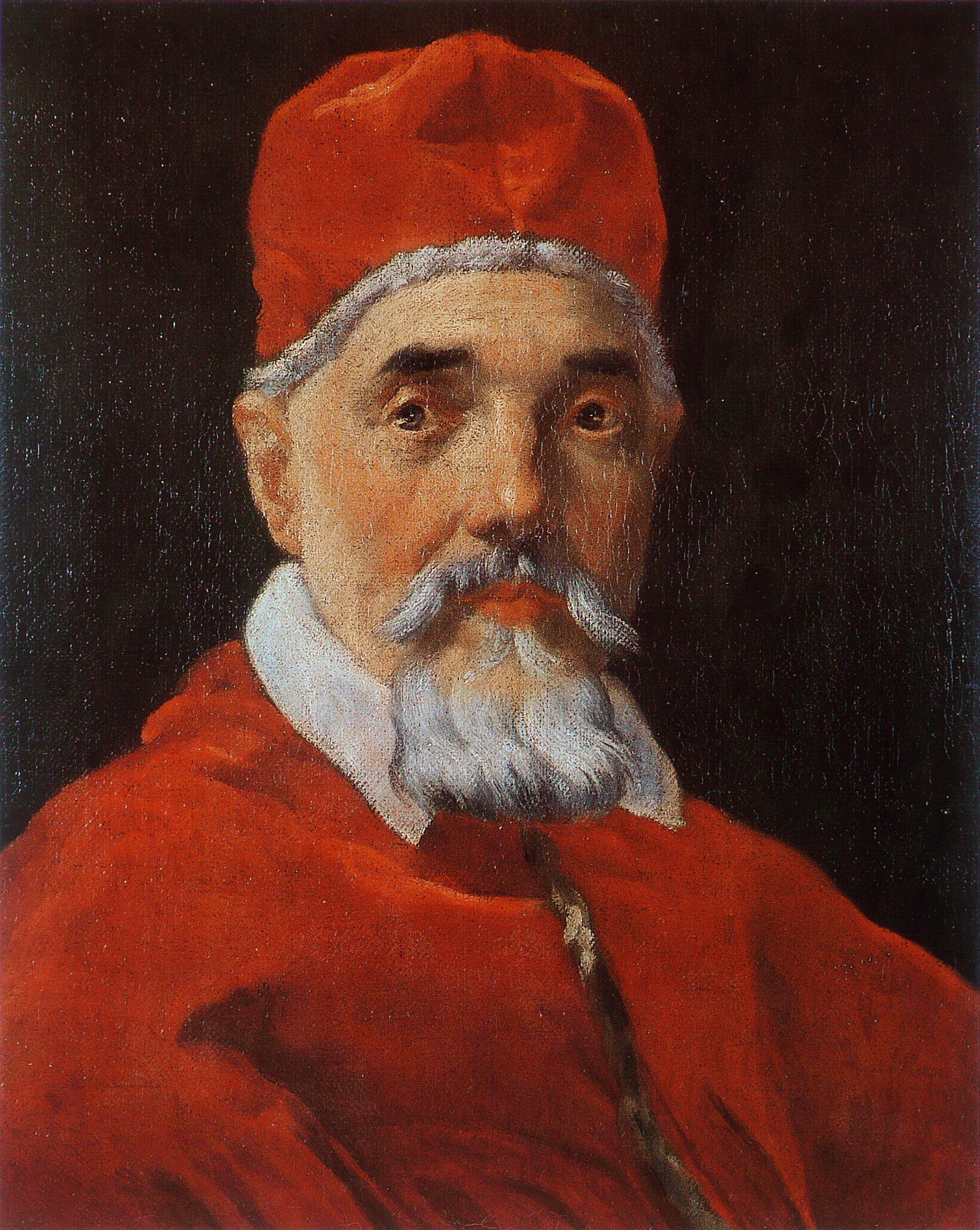
Ritratto di papa Urbano VIII di Gian Lorenzo Bernini, 1632

Nel 1623, Maffeo Barberini venne eletto al soglio pontificio col nome di Urbano VIII e le fortune di suo nipote Taddeo migliorarono considerevolmente. Quasi subito Taddeo venne nominato Gonfaloniere di Santa Romana Chiesa, ovvero comandante dell'intero esercito papale, al posto di suo fratello, il cardinale Antonio Barberini, che di recente aveva fallito nel medesimo campo al comando di truppe regolari e di mercenari.
Nel 1624, Taddeo prese il controllo del Ducato di Urbino e ne obbligò la restituzione ad Urbano VIII dopo la morte di Federico Ubaldo della Rovere. Quando Francesco Maria della Rovere morì nel 1631, il ducato venne difatti trasferito allo Stato Pontificio.

### Matrimonio

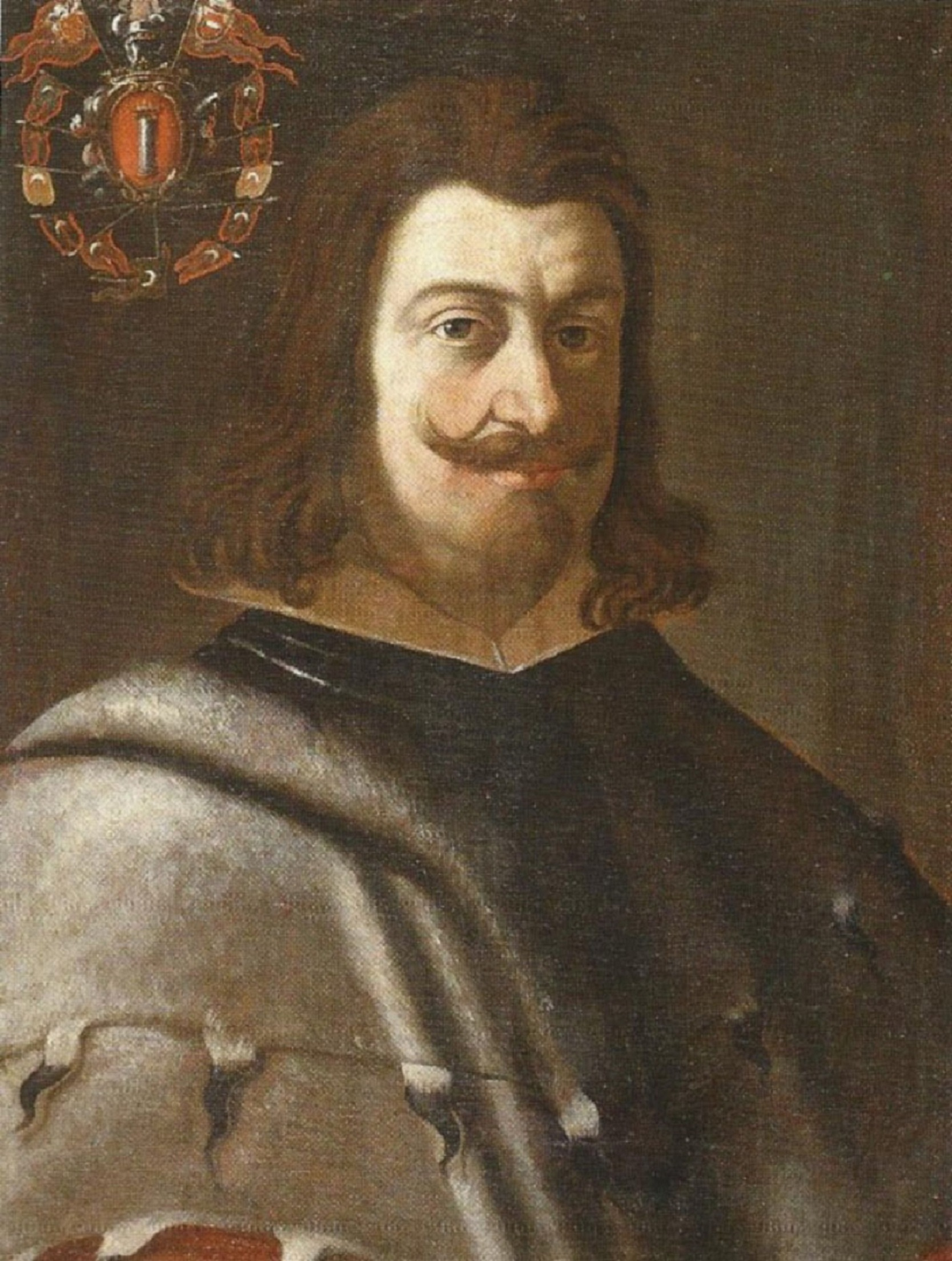
Filippo I Colonna

Il 24 ottobre 1627 Taddeo sposò Anna Colonna-Tomacelli Cybo (1601-1658), figlia di Filippo I Colonna, in una grandiosa cerimonia presieduta dal pontefice a Castel Gandolfo. L'accordo, sottoscritto dal cardinale Fabrizio Verospi per conto della famiglia Barberini con la famiglia Colonna, stabiliva una dote di 180.000 scudi oltre al castello dei Colonna ad Anticoli. Nell'accordo era previsto anche il passaggio del feudo di Palestrina ai Barberini. A quel punto Urbano VIII trasferì al nipote il titolo di Principe di Palestrina per ricompensarlo dei valorosi servizi compiuti e arricchirlo ulteriormente. Quando il primogenito di Taddeo, Carlo, rinunciò in seguito ai suoi diritti di successione per divenire cardinale, l'ereditarietà di tale titolo passò al secondogenito, Maffeo.

### Principe di Palestrina

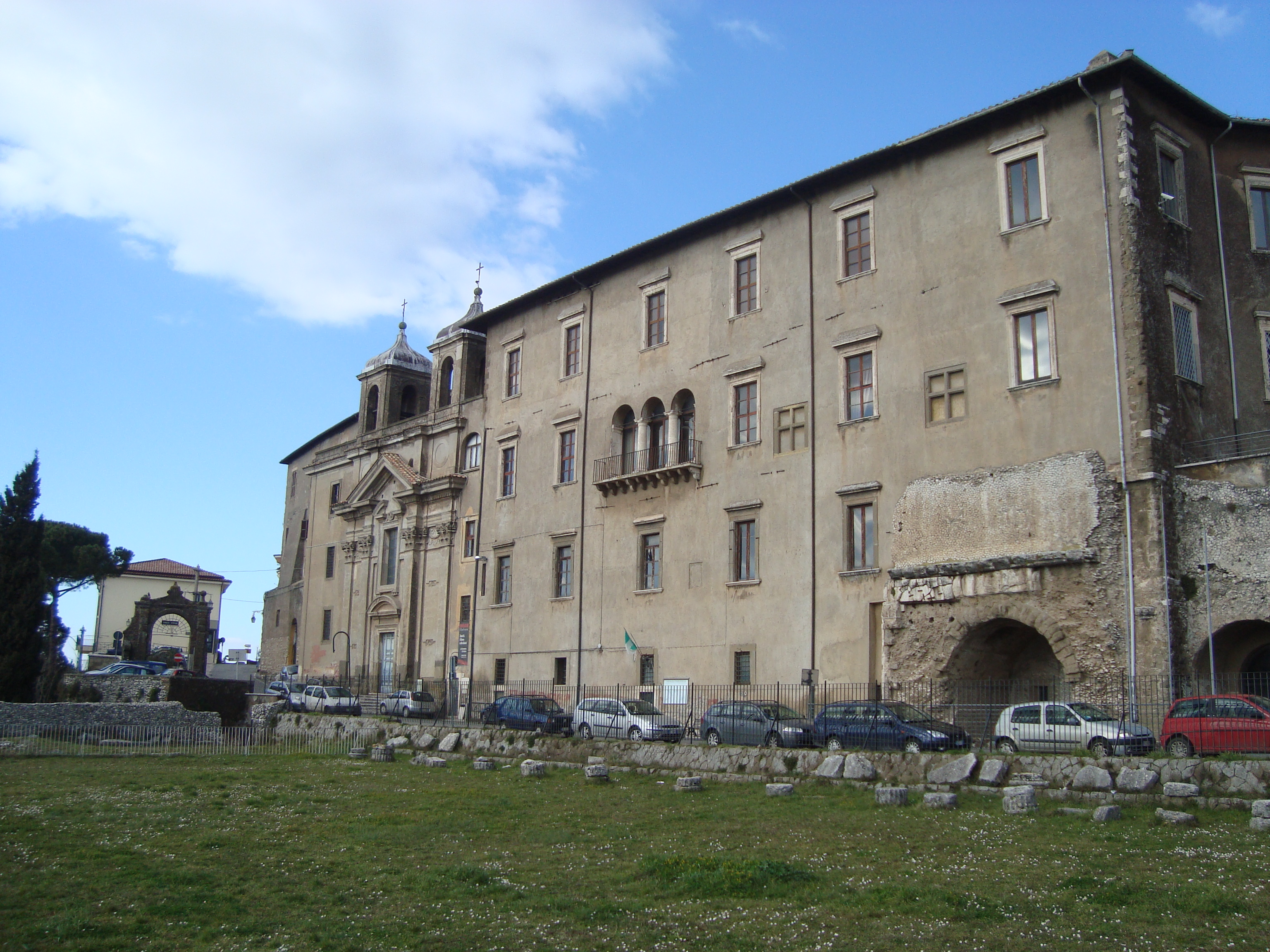
Ala destra del Palazzo Colonna Barberini di Palestrina con la chiesa di Santa Rosalia

Come Principe di Palestrina, Taddeo si occupò attivamente della cittadina migliorando le strutture esistenti e fornendo nuovi servizi al borgo, rendendolo completamente autosufficiente. Ricostruì Palazzo Barberini (dove venne ritrovato e ancora oggi si trova ospitato il Mosaico del Nilo, pregevolissima opera musiva di epoca romana), a cui poi suo figlio Maffeo aggiungerà una chiesa. Taddeo fece costruire un piccolo casino privato, che però gli sopravvisse solo alcuni anni in quanto i suoi discendenti persero ben presto interesse.

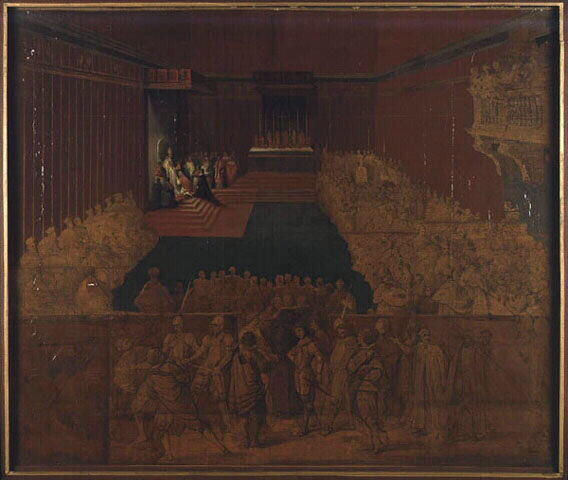
Investitura di Taddeo Barberini al ruolo di Prefetto di Roma da parte di papa Urbano VIII

Nel 1631 papa Urbano VIII onorò ulteriormente suo nipote nominandolo Governatore di Borgo, comandante di Castel Sant'Angelo e Prefetto di Roma. L'investitura di Taddeo a queste cariche venne celebrata con una pompa straordinaria.
È stato stimato che le proprietà di famiglia di Taddeo ammontassero alla cifra di 4.000.000 di scudi, ma che queste crebbero sino a 42.000.000 di scudi di ricchezza personale nei ventuno anni di regno di Urbano VIII. Al 1635, le entrate delle proprietà di Taddeo erano stimate in 100.000 scudi all'anno.

### Prima guerra di Castro

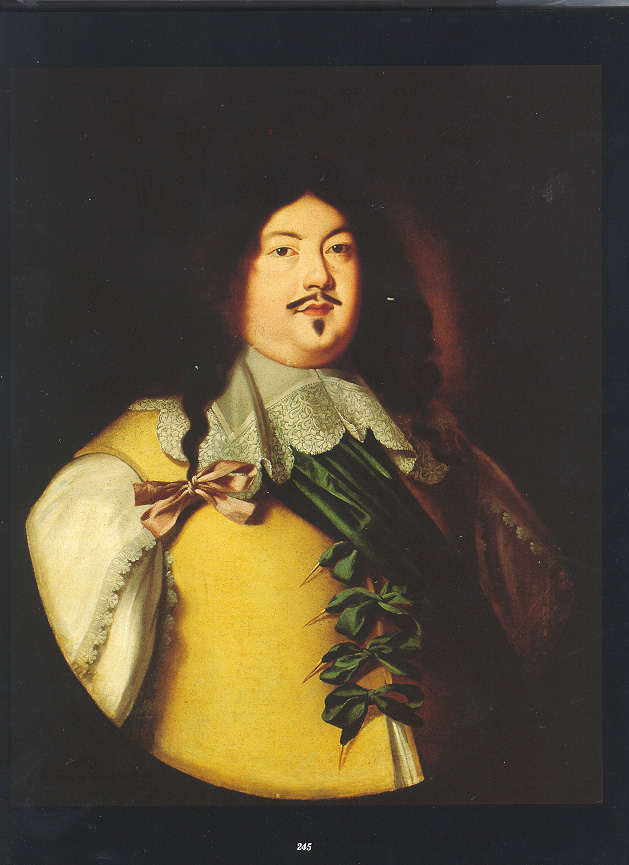
Odoardo I Farnese, duca di Parma e Piacenza

Nel 1639 Odoardo I Farnese, duca di Parma e Piacenza, si portò in visita a Roma e nel corso di questo soggiorno insultò i cardinali fratelli di Taddeo. Papa Urbano VIII rispose bandendo ogni commercio di grano con i territori controllati dai Farnese. Quando i Farnese non risultarono più in grado di pagare i loro debiti con lo Stato della Chiesa, il papa gli inviò degli agenti delle tasse. Il papa si risolse infine con le sue truppe ad occupare Castro. Le forze pontificie erano guidate da Antonio Barberini e dai suoi comandanti mercenari Luigi Mattei e Fabrizio Savelli. Il Savelli si disinteressò da subito alla guerra e gli venne chiesto dopo poco di rientrare a Roma, venendo sostituito da Taddeo Barberini.
Castro cadde quasi senza opporre resistenza e la vittoria venne celebrata in una canzone composta in onore della famiglia Barberini dal musicista al servizio della casata, Marco Marazzoli. La vittoria, ad ogni modo, ebbe vita breve e le truppe pontificie subirono una serie di pesanti sconfitte. Papa Urbano venne costretto ad accettare la sconfitta e firmò un trattato di pace col duca Farnese per impedire che egli stesso marciasse con le sue truppe su Roma.

### Esilio e morte

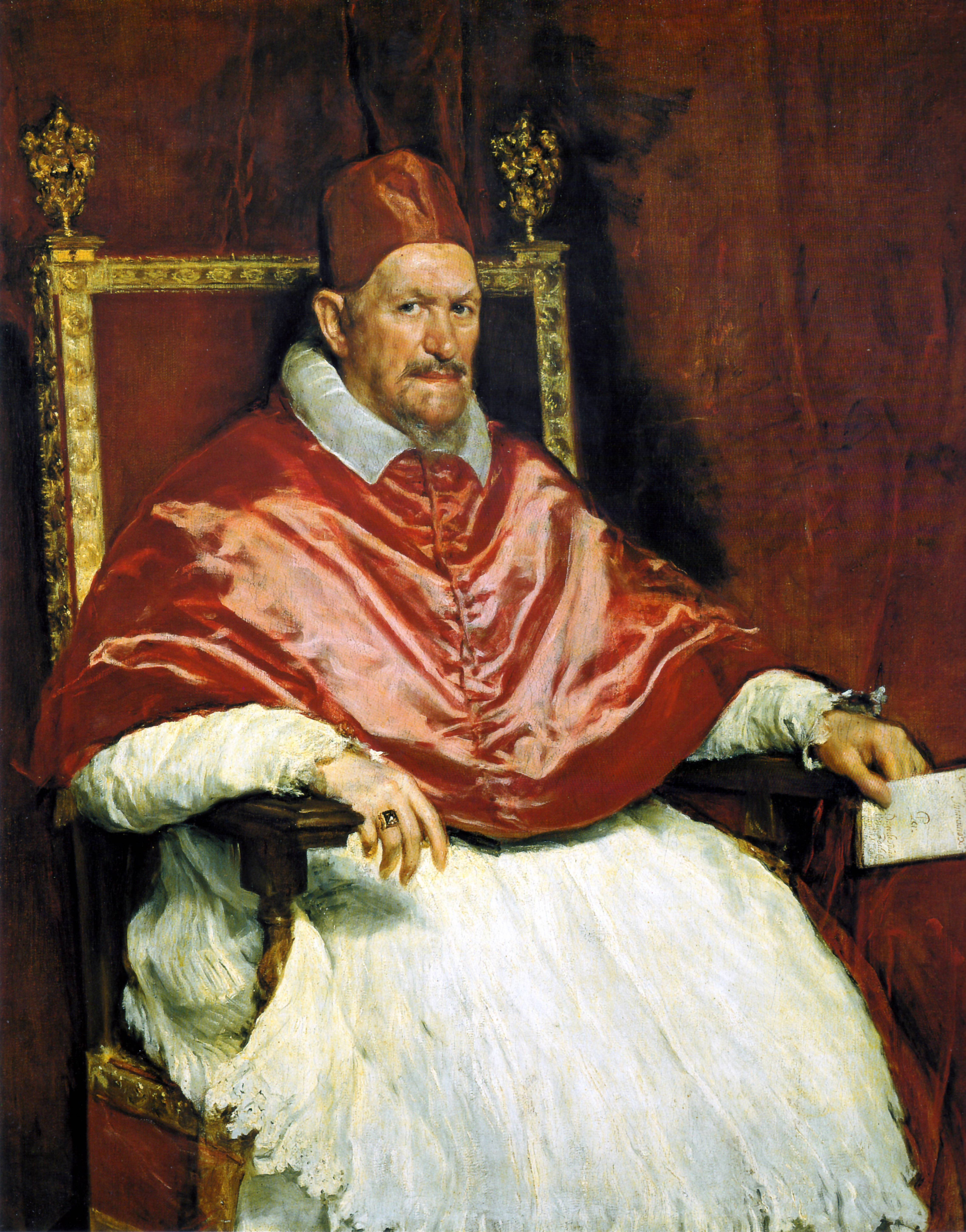
Diego Velázquez, Ritratto di Innocenzo X

Nel 1644, il potente zio pontefice di Taddeo morì ed il Collegio dei cardinali elesse papa Innocenzo X della famiglia Pamphili. Al conclave del 1644, i fratelli cardinali di Taddeo cercarono se non altro di tutelare le fortune accumulate dalla loro famiglia, ma il nuovo Papa si rifiutò categoricamente di appoggiarli ed avviò una serie di indagini alla ricerca di abusi finanziari commessi soprattutto nel corso della Prima guerra di Castro. Taddeo Barberini ed i suoi fratelli vennero costretti all'esilio e si rifugiarono a Parigi dal 1646 dove vennero supportati dal cardinale Mazzarino. La moglie di Taddeo, Anna Colonna, si appellò a papa Innocenzo X chiedendogli disperatamente che i Barberini potessero mantenere integre le loro proprietà. Innocenzo a questo punto acconsentì alla richiesta, ma richiese comunque che i Barberini rimanessero in esilio, lontani dalla società romana.

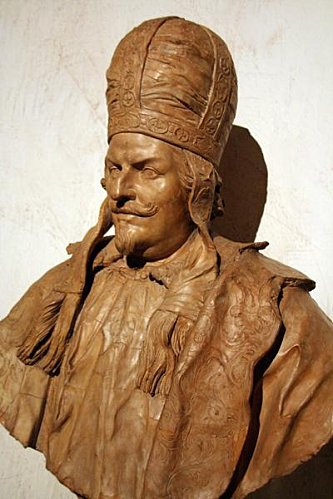
Taddeo Barberini in un busto di Bernardino Cametti

Taddeo Barberini morì nel 1647 in esilio in Francia senza più rivedere Roma.
Taddeo Barberini patrocinò anche l'operato del giovane pittore Carlo Maratta che giunse a Roma nel 1636 e che egli conobbe tramite il suo segretario personale, Corinzio Benicampi. Il noto artista barocco ricevette una delle sue prime commissioni, La Gloria dei Santi, proprio da Taddeo. Il dipinto venne terminato nel 1645, due anni prima della morte di Taddeo.

## Discendenza

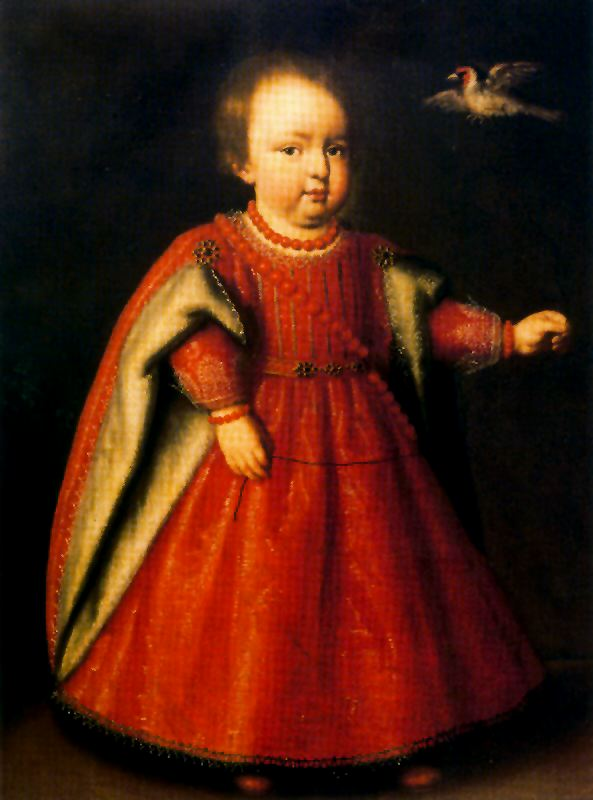
Camilla Barberini infante, ritratta poco prima della sua morte dal pittore Tiberio Tito.

Taddeo e Anna Colonna ebbero cinque figli:
- Camilla (3 novembre 1628 - settembre 1631)
- Carlo (1630–1704), cardinale
- Maffeo (1631-1685), II principe di Palestrina
- Lucrezia (1632–1699) che sposò Francesco I d'Este, duca di Modena
- Niccolò Maria (1635–1699), cavaliere gerosolimitano, poi frate carmelitano.

## Ascendenza
|                    |   |                       | Genitori         |  |  | Nonni |  |  | Bisnonni        |  |  | Trisnonni           |  |
|                    |   |                       |                  |  |  |       |  |  | Carlo Barberini |  |  | Francesco Barberini |  |
|                    |   |                       |                  |  |  |       |  |  | Carlo Barberini |  |  | Francesco Barberini |  |
|                    |   | Marietta Miniati      |                  |  |  |       |  |  | Carlo Barberini |  |  |                     |  |
| Antonio Barberini  |   |                       |                  |  |  |       |  |  | Carlo Barberini |  |  |                     |  |
|                    |   | Marietta Rustici      | Bernardo Rustici |  |  |       |  |  |                 |  |  |                     |  |
|                    |   | Marietta Rustici      | Bernardo Rustici |  |  |       |  |  |                 |  |  |                     |  |
|                    |   | Marietta Rustici      | …                |  |  |       |  |  |                 |  |  |                     |  |
| Carlo Barberini    |   | Marietta Rustici      |                  |  |  |       |  |  |                 |  |  |                     |  |
|                    |   | Gian Donato Barbadori | …                |  |  |       |  |  |                 |  |  |                     |  |
|                    |   | Gian Donato Barbadori | …                |  |  |       |  |  |                 |  |  |                     |  |
|                    |   | Gian Donato Barbadori | …                |  |  |       |  |  |                 |  |  |                     |  |
| Camilla Barbadori  |   | Gian Donato Barbadori |                  |  |  |       |  |  |                 |  |  |                     |  |
|                    |   | Nannina Cambi         | Lorenzo Cambi    |  |  |       |  |  |                 |  |  |                     |  |
|                    |   | Nannina Cambi         | Lorenzo Cambi    |  |  |       |  |  |                 |  |  |                     |  |
|                    |   | Nannina Cambi         | Caterina Capponi |  |  |       |  |  |                 |  |  |                     |  |
| Taddeo Barberini   |   | Nannina Cambi         |                  |  |  |       |  |  |                 |  |  |                     |  |
|                    | … | …                     |                  |  |  |       |  |  |                 |  |  |                     |  |
|                    | … | …                     |                  |  |  |       |  |  |                 |  |  |                     |  |
|                    | … | …                     |                  |  |  |       |  |  |                 |  |  |                     |  |
| Vincenzo Magalotti | … |                       |                  |  |  |       |  |  |                 |  |  |                     |  |
|                    |   | …                     | …                |  |  |       |  |  |                 |  |  |                     |  |
|                    |   | …                     | …                |  |  |       |  |  |                 |  |  |                     |  |
|                    |   | …                     | …                |  |  |       |  |  |                 |  |  |                     |  |
| Costanza Magalotti |   | …                     |                  |  |  |       |  |  |                 |  |  |                     |  |
|                    |   | …                     | …                |  |  |       |  |  |                 |  |  |                     |  |
|                    |   | …                     | …                |  |  |       |  |  |                 |  |  |                     |  |
|                    |   | …                     | …                |  |  |       |  |  |                 |  |  |                     |  |
| Clarice Capponi    |   | …                     |                  |  |  |       |  |  |                 |  |  |                     |  |
|                    |   | …                     | …                |  |  |       |  |  |                 |  |  |                     |  |
|                    |   | …                     | …                |  |  |       |  |  |                 |  |  |                     |  |
|                    |   | …                     | …                |  |  |       |  |  |                 |  |  |                     |  |
|                    |   | …                     |                  |  |  |       |  |  |                 |  |  |                     |  |